# Jessie Hill
Jessie Hill (né le 9 décembre 1932 à La Nouvelle-Orléans - décédé le 17 septembre 1996 à La Nouvelle-Orléans, Louisiane) est un chanteur américain de rhythm and blues et un auteur compositeur. Le plus grand succès de ce chanteur reste le fameux « Ooh Poo Pah Dooh », enregistré au début de l'année 1960.

## Carrière

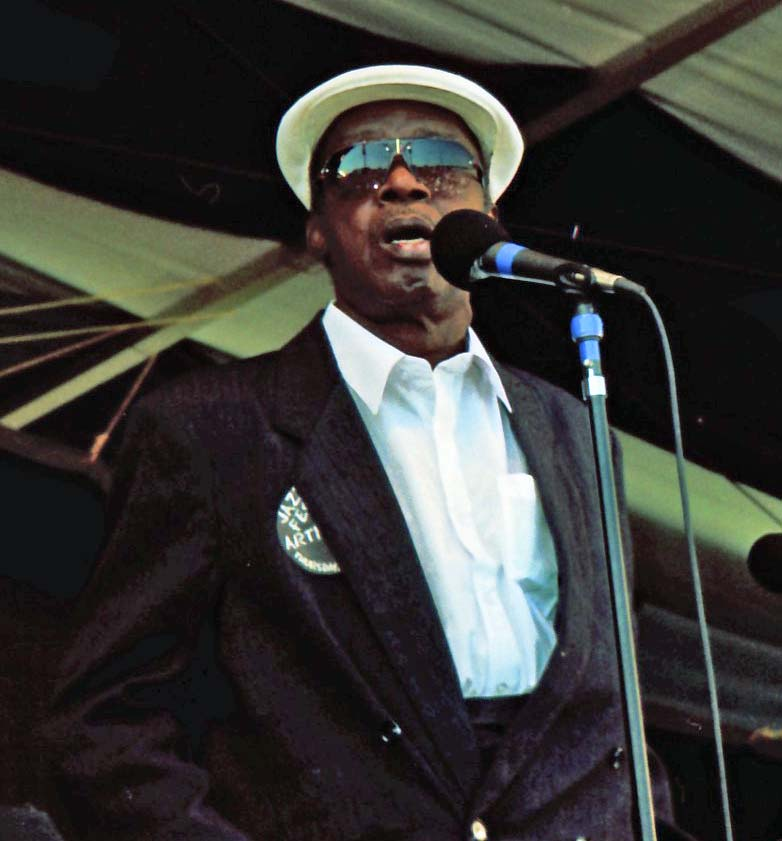
Jessie Hill à La Nouvelle-Orléans au festival de Jazz, 1996

Dès son adolescence, Hill joue de la trompette dans une formation locale. En 1951 il forme son propre groupe, les House Rockers. Après une période comme batteur avec Professor Longhair et Huey "Piano" Smith il monte une nouvelle formation toujours avec les House Rockers en 1958, ce qui lui permet de se concentrer sur le chant. Les origines de "Ooh Poo Pah Doo" sont mis au point avec un pianiste local connu sous le nom de "Big Four". Jessie Hill a rédigé les paroles et la  mélodie. Plus tard il ajoute une intro de Dave Bartholomew.

## Son plus gros succès
Le plus gros succès de Jessie Hill "Oo Poo Pah Doo" se vend en 1960 à 800 000 exemplaires aux États-Unis et obtient  la 5e position dans le Billboard R&B Chart et la 30e place dans le Billboard Hot 100. Les autres enregistrements de Jessie Hill marchent moins bien. Il déménage ensuite en Californie et rejoint ses compatriotes et musiciens louisianais, Harold Battiste et Mac Rebennack. Durant cette période il enregistre des morceaux pour Ike et Tina Turner, Sonny and Cher et Willie Nelson.

## Il sombre dans l'alcoolisme
En 1972, il enregistre en solo, mais le succès n'est pas au rendez-vous. Il commence à avoir des difficultés financières et sombre peu à peu dans l'alcoolisme. Les problèmes continuent après son retour en Louisiane en 1977 tout en faisant plusieurs concerts espérant ainsi renouer avec la gloire d'antan.
Jessie Hill meurt le 17 septembre 1996 (à 63 ans) d'une insuffisance rénale et cardiaque à La Nouvelle-Orléans.
Deux de ses petits-fils, James et Troy « Trombone Shorty » Andrews sont musiciens. Ils ont joué le « Ooh Poo Pah Dooh » dans le 7e épisode de la série Treme.

## Albums enregistrés
- Naturally, 1971
- You'll Lose A Good Thing, 1978